# Station Zoutkamp

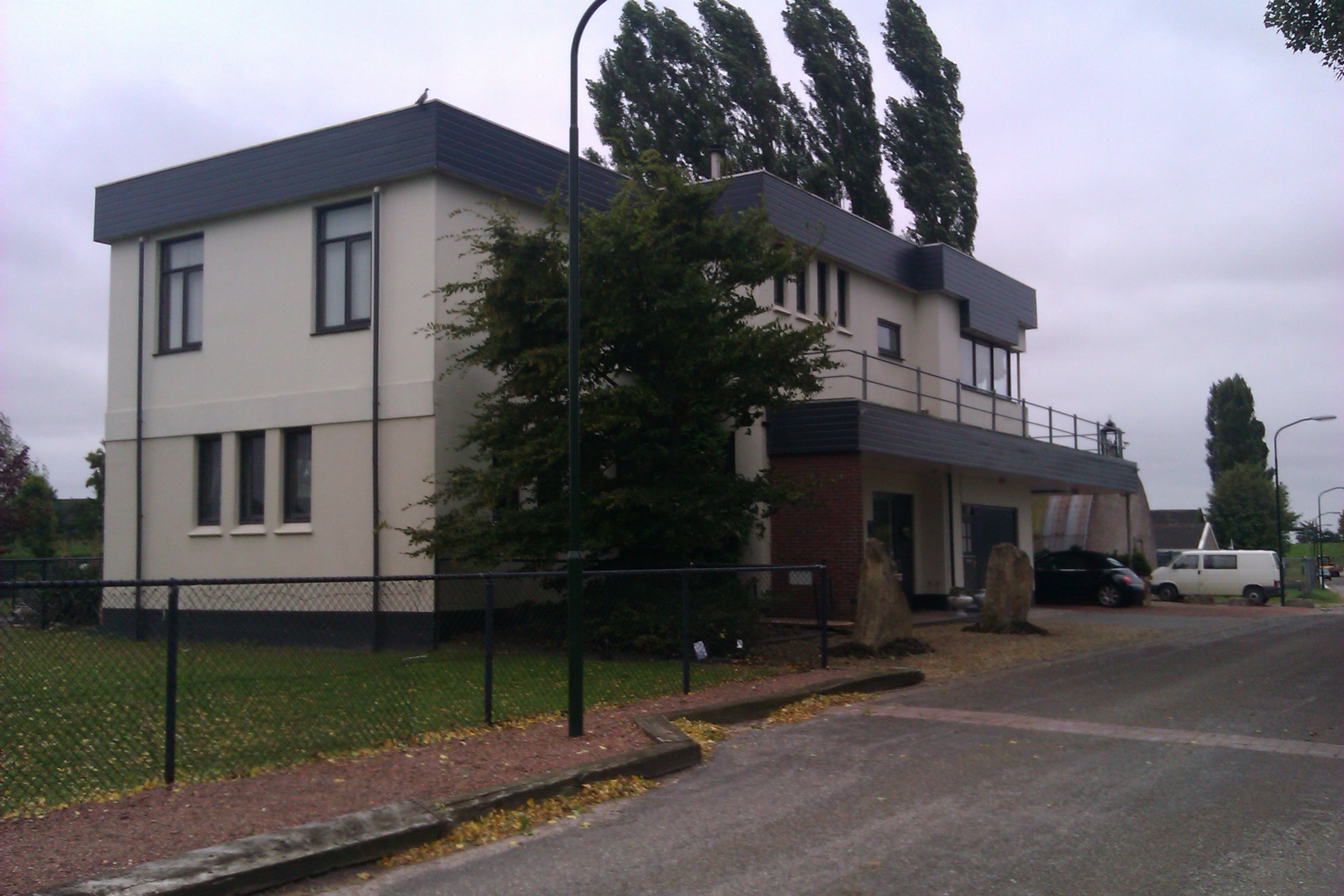
Voormalige stationsgebouw van Zoutkamp

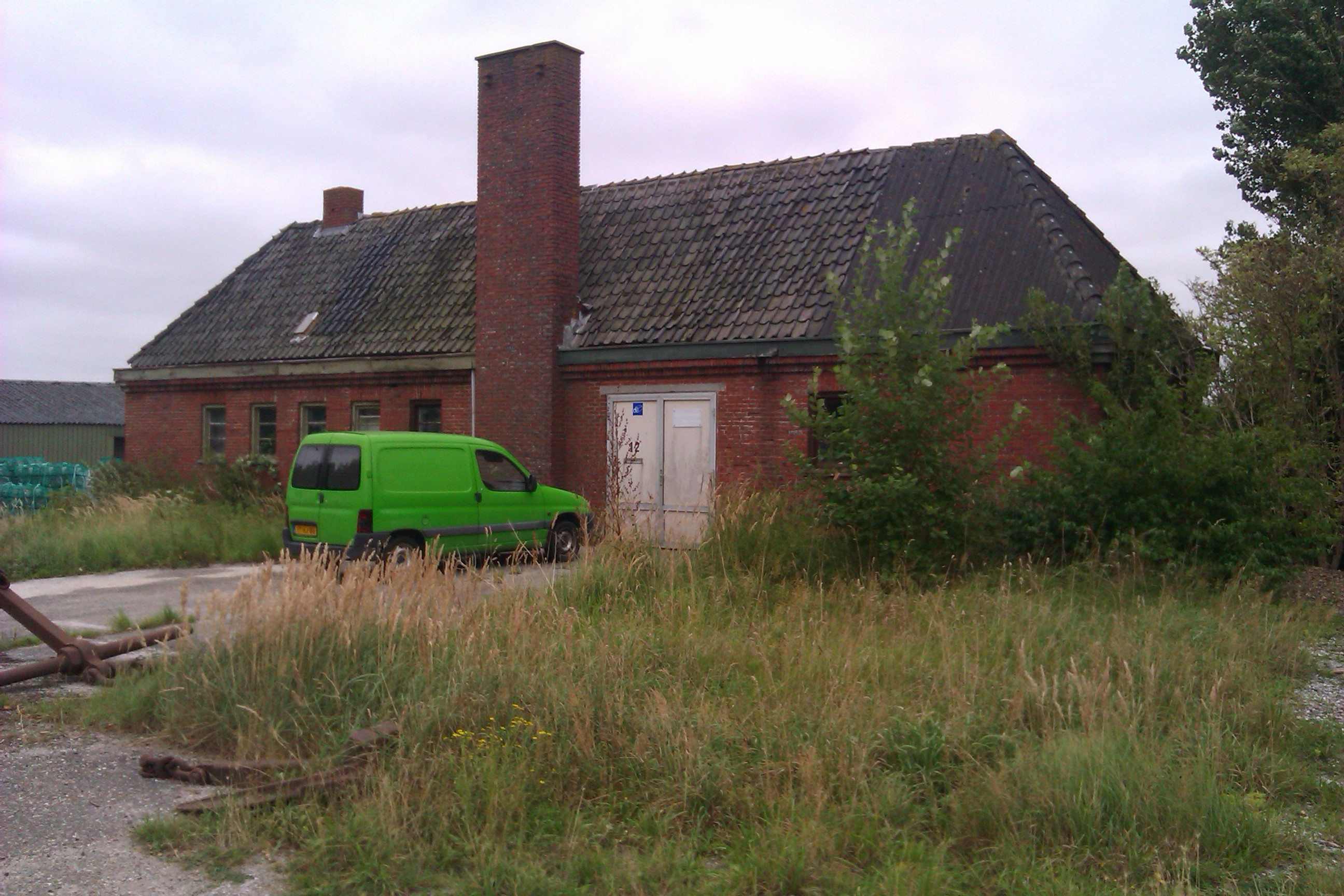
Bijgebouwtje

Station Zoutkamp (afkorting: Zkp) is het spoorwegstation van Zoutkamp, het voormalige eindstation van de Spoorlijn Winsum - Zoutkamp (Marnelijn). Het werd geopend op 1 april 1922 en gesloten op 26 oktober 1942, nadat het reizigersvervoer al was beëindigd op 24 november 1940.
Het stationsgebouw werd in 1920-1922 gebouwd en behoorde tot het standaardtype WZ van de Utrechtse architect Cornelis de Graaf, bouwkundige bij de  Staatsspoorwegen. Na de sluiting van de spoorlijn bleef het voor andere doeleinden in gebruik. Na een brand in 1977 werd het grondig verbouwd, waarbij de bovenverdieping sneuvelde. Het gebouw is nog moeilijk te herkennen als voormalig station, maar aan de perronzijde staat de naam 'Zoutkamp' nog op de gevel. Achter het station staat een goederenloods die bij het station behoorde. Later werd deze loods gebruikt als laswerkplaats en is er een schoorsteen tegenaan gebouwd. Verder naar het noordoosten ligt Camping 'T Ol Gat op de plek van het voormalige emplacement. Hier stond ook een lokomotiefloods en lag een draaischijf. De beheerderswoning van de camping is de voormalige woning van de stationschef. Het station telde in 1925 vier sporen, twee perrons en een los- en laadweg.